# أوغور إيشلاك
أوغور أحمد إيشلاك (بالتركية: Uğur Işılak)‏ (ولد عام 1971 في مدينة فلبرت في ألمانيا) وهو سياسي ومغني وموسيقي وملحن تركي، وفي عام 7 يونيو 2017 في انتخابات تركيا العامة أصبح عضوًا في الدورة الخامسة والعشرين للبرلمان التركي في مدينة إسطنبول التي تمثل حزب العدالة والتنمية الحاكم في تركيا.

## حياته الشخصية
وُلِدَ أوغور إيشلاك عام 1971 في مدينة فلبرت في ألمانيا، ومعنى اسمه باللغة التركية يعني الحظّ السعيد، وهو في الأصل من منطقة سيريفليكوتشيسار في العاصمة التركية أنقرة كانت بداياته الموسيقية في سنٍّ مبكر، وبعد انتهائه من تعليمه الابتدائي والإعدادي والثانوي، انتقلت عائلته برفقته للعيش في مدينة إسطنبول في تركيا.
وفي عام 1983 تخرّج من كلية الآداب في جامعة سلجوق في مدينة قونية التركية، وهو يتحدث اللغة التركية والإنجليزية والألمانية 

## مهنته الموسيقية
بدأ مهنته الرسمية كموسيقي محترف عام 1987، وقد عمل منذ ما يقرب من 30 عامًا في تركيا وأوروبا وأمريكا وأستراليا وآسيا الوسطى، وقام بتسجيل أكثر من 20 ألبوم.
ومن بين هذه الألبومات التي تمّ تسجيلها وتجمعيها لشعراء أتراك مهمّين ومنهم نجيب فاضل ومحمد عاكف آرصوي والسلطان سليمان القانوني والسلطان سليم الأول. ومن هؤلاء الشعراء وغيرهم نرى أنَ تاريخ تركيا الأدبي يعود إلى ماقبل 1000 عام
ولقد قام ببرامج ثقافية وفنية للعديد من القنوات الوطنية ولا سيما في TRT وATV و360TV وهو ما زال يقوم بهذه البرامج.
وبالإضافة إلى ذلك قام بإعداد الأغاني الدعائية الخاصّة بـِحزب العدالة والتنمية الحاكم في تركيا ومنها "هيا إلى الأناضول" عام 2002. وأغنية "كل شيء عن تركيا" عام 2008، وأغنية " آمنّا بالحقّ " يقصد الله عزَّ وجلَّ " عام 2014  وأغنية "دومبرا" عام 2015، وأغنية "قل لي هل أنتَ معنا؟" عام 2015 كذلك، وهو أيضًا مؤلف أغنية "هيا إلى الأناضول" عام 2002 التي استخدمها حزب الشعب الجمهوري المعارض.

## حياته السياسية
بعد إعداده للأغاني الانتخابية لحزب العدالة والتنمية، تم انتخابه كعضو في حزب العدالة والتنمية في البرلمان في الانتخابات العامة في يونيو 2015.

## وصلات خارجية
- أوغور إيشلاك على موقع ميوزك برينز (الإنجليزية)
- أوغور إيشلاك على موقع ديسكوغز (الإنجليزية)